# 伊西常景
伊西 常景（いさい つねかげ）は、平安時代後期の武士。上総氏4代当主。平常澄の長男。兄弟に上総広常などがいる。子に常仲、常明。
上総国夷隅郡伊北庄伊西に因んで伊西新介と号した。
常澄死後は上総氏及び房総平氏の惣領の座を継承した。安房への勢力拡大を狙ったのか、当地の豪族である長狭氏の娘と結婚して2子を儲けている。この内、長男の常仲は伊北氏の祖となり、次男に常明は伊南氏の祖となった。上総氏の勢力は拡大したかに見えたが、密かに惣領の座を狙っていた次弟の印東常茂に拠って殺害された。常景の遺児達は母方の叔父である長狭常伴の許に逃れた。暴力的に惣領の座を奪った常茂への反発心は根強く、上総氏内部の抗争は増していく。